# Cascades (Burkina Faso)
Cascades je jedan od 13 administrativnih regija Burkine Faso.
Nastala je 2. srpnja 2001. Stanovništvo je imalo 524.956 ljudi u 2006. godini. To je najslabije naseljena regija u Burkini Faso i čini 3,8% svih stanovnika Burkine Faso. Glavni grad regije je Banfora. Regija se sastoji od dvije provincije: Comoé i Leraba.